# Nueva ola japonesa
La Nueva ola japonesa (en japonés, ヌーベルバーグ (nūberu bāgu) o ヌーヴェルヴァーグ (nūveru vāgu)) designa una corriente del cine japonés contemporánea de la Nouvelle vague francesa.

## Historia
El término nūveru vāgu o bāgu es la transcripción de la expresión francesa Nouvelle Vague. A semejanza del movimiento francés, la Nueva ola japonesa se extiende desde finales de los años 1950 hasta mediados de los años 1960. Pero contrariamente a Francia, la Nueva ola japonesa no federa a los autores alrededor de una teoría del cine o de una revista ; los directores tienen en común una visión analítica, de veces crítica, de las convenciones sociales, una cierta toma de distancia respecto a las mitologías del cine establecidas (por ejemplo ignorando o matizando la soberbia de los héroes tradicionalmente expuesta en chambara eiga o el yakuza eiga) y se esmeran en resaltar problemas sociales, contrariamente al cine intimista de Kenji Mizoguchi, de los dramas familiares de Yasujirō Ozu o de las tensiones internas del giri-ninjo.

## Las dosnouvelles vaguesjaponesas
El sentido occidental del término nūberu bāgu (o el uso de la expresión « Nueva Ola japonesa ») corresponde, más o menos, a lo que los japoneses denominan Shōchiku nūberu bāgu, la Nueva Ola de los estudios Shōchiku (que tuvieron un papel importante en la producción de esas películas), y se distingue, por ejemplo, de la Rikkyo nūberu bāgu, corriente más reciente con autores como Kiyoshi Kurosawa o Shinji Aoyama unidos por una fuerte unidad teórica (en particular bajo lainfluencia del exprofesor de la universidad Rikkyo Shigehiko Hasumi) pero con menos unidad estilística.

## Principales directores
En el sentido estricto, los principales representantes del género Shōchiku nūberu bāgu son Nagisa Oshima, Masahiro Shinoda y Yoshishige Yoshida. Por extensión, debido a su proximidad estilística, las obras realizadas en la misma época por Yasuzo Masumura, Seijun Suzuki y Shohei Imamura son a menudo consideradas en Occidente como un reflejo de la estética de la Nueva Ola japonesa. Nuit et brouillard du Japon de Oshima, Ansatsu de Shinoda y La femme des sables de Hiroshi Teshigahara son en general consideradas en Europa como películas clave de la corriente nūberu bāgu.

## Películas clave asociadas a la Nueva ola Shōchiku

### Años 1950
1956
- Children Who Draw, Susumu Hani (documental)
- La Chambre des exécutions, Kon Ichikawa
- Passions juvéniles, Ko Nakahira
- Suzaki Paradise, Yuzo Kawashima

1957
- Kisses, Yasuzo Masumura
- Warm Current, Yasuzo Masumura
- The Sun's Legend, Yuzo Kawashima

1958
- Giants and Toys, Yasuzo Masumura

1959
- The Assignation, Ko Nakahira
- Une ville d'amour et d'espoir, Nagisa Oshima

### Años 1960
1960
- Contes cruels de la jeunesse , Nagisa Oshima
- L’Enterrement du soleil , Nagisa Oshima
- Nuit et brouillard du Japon, Nagisa Oshima
- Hadaka no shima (La isla desnuda), Kaneto Shindō

1961
- Bad Boys, Susumu Hani
- Cochons et Cuirassés, Shohei Imamura
- Le Piège, Nagisa Oshima

1962
- Le Révolté, Nagisa Oshima
- Pitfall, Hiroshi Teshigahara

1963
- She and He, Susumu Hani
- La Femme insecte, Shohei Imamura

1964
- Désir meurtrier, Shohei Imamura
- Assassination, Masahiro Shinoda
- Fleur pâle, Masahiro Shinoda
- La Barrière de chair, Seijun Suzuki
- La Vie d'un tatoué, Seijun Suzuki
- La Femme des sables, Hiroshi Teshigahara
- Onibaba, Kaneto Shindō

1965
- The Song of Bwana Toshi, Susumu Hani
- Sea of Youth, Shinsuke Ogawa (documentaire)
- With Beauty and Sorrow, Masahiro Shinoda
- Histoire écrite par l’eau, Yoshishige Yoshida

1966
- Bride of the Andes, Susumu Hani
- Le Pornographe (Introduction à l'anthropologie), Shohei Imamura
- Violences en plein jour , Nagisa Oshima
- Élégie de la bagarre, Seijun Suzuki
- Le Vagabond de Tokyo, Seijun Suzuki
- Le Visage d'un autre, Hiroshi Teshigahara
- 憂國, Yūkoku, Yukio Mishima

1967
- L'Évaporation de l'homme, Shohei Imamura
- The Oppressed Students, Shinsuke Ogawa (documentaire)
- Carnets secrets des ninjas , Nagisa Oshima
- À propos des chansons paillardes japonaises, Nagisa Oshima
- La Marque du tueur, Seijun Suzuki

1968
- Inferno of First Love, Susumu Hani
- Profonds désirs des dieux, Shohei Imamura
- Summer in Narita, Shinsuke Ogawa (documentaire)
- La Pendaison, Nagisa Oshima
- Le Retour des trois soûlards , Nagisa Oshima
- Le Plan déchiquetté, Hiroshi Teshigahara

1969
- Eros + Massacre, Yoshishige Yoshida
- Aido, Susumu Hani
- Ryakushô Renzoku Shasatsuma, Adachi Masao
- Funeral Parade of Roses, Toshio Matsumoto
- Le Petit Garçon, Nagisa Oshima
- Journal d’un voleur de Shinjuku , Nagisa Oshima
- Double suicide à Amijima, Masahiro Shinoda
- Go, Go Second Time Virgin, Koji Wakamatsu

### Años 1970
1970
- L'Histoire du Japon d'après-guerre raconté par une hôtesse de bar, Shohei Imamura (documentaires)
- The Man Who Left His Will on Film, Nagisa Oshima
- Buraikan, Shuji Terayama
- Rengoku Eroica, Yoshishige Yoshida

1971
- Red Army, Adachi Masao
- La Cérémonie, Nagisa Oshima
- Empereur Tomato Ketchup, Shuji Terayama
- Jetons les livres, sortons dans la rue, Shuji Terayama
- Summer Soldiers, Hiroshi Teshigahara

1972
- Une petite sœur pour l’été, Nagisa Oshima
- Sanka, Kaneto Shindo

1973
- Karayuki-san, ces dames qui vont au loin, Shohei Imamura (documentaire)
- Coup d'État, Yoshishige Yoshida

1974
- Muhomatsu revient au pays natal, Shohei Imamura (documentaire)
- Cache-cache pastoral, Shuji Terayama

1975
- La porte de la jeunesse, Kiriro Urayama

1976
- God Speed You! Black Emperor, Yanagimachi Mitsuo (documentaire)
- L'Empire des sens, Nagisa Oshima

1983
- La Chambre noire, Kiriro Urayama